# Villa Victoria (Coburg)

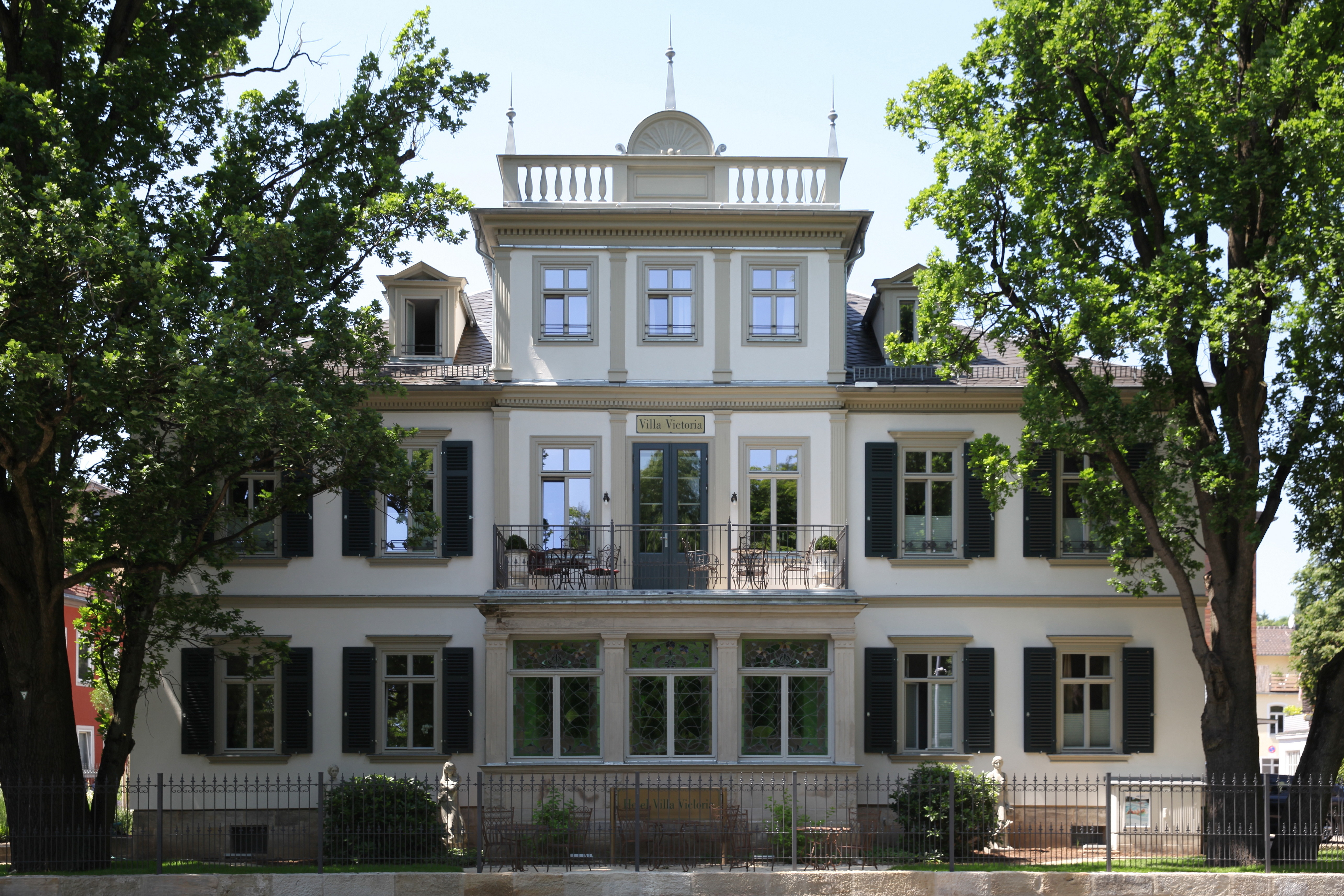
Villa Victoria in Coburg (2017)

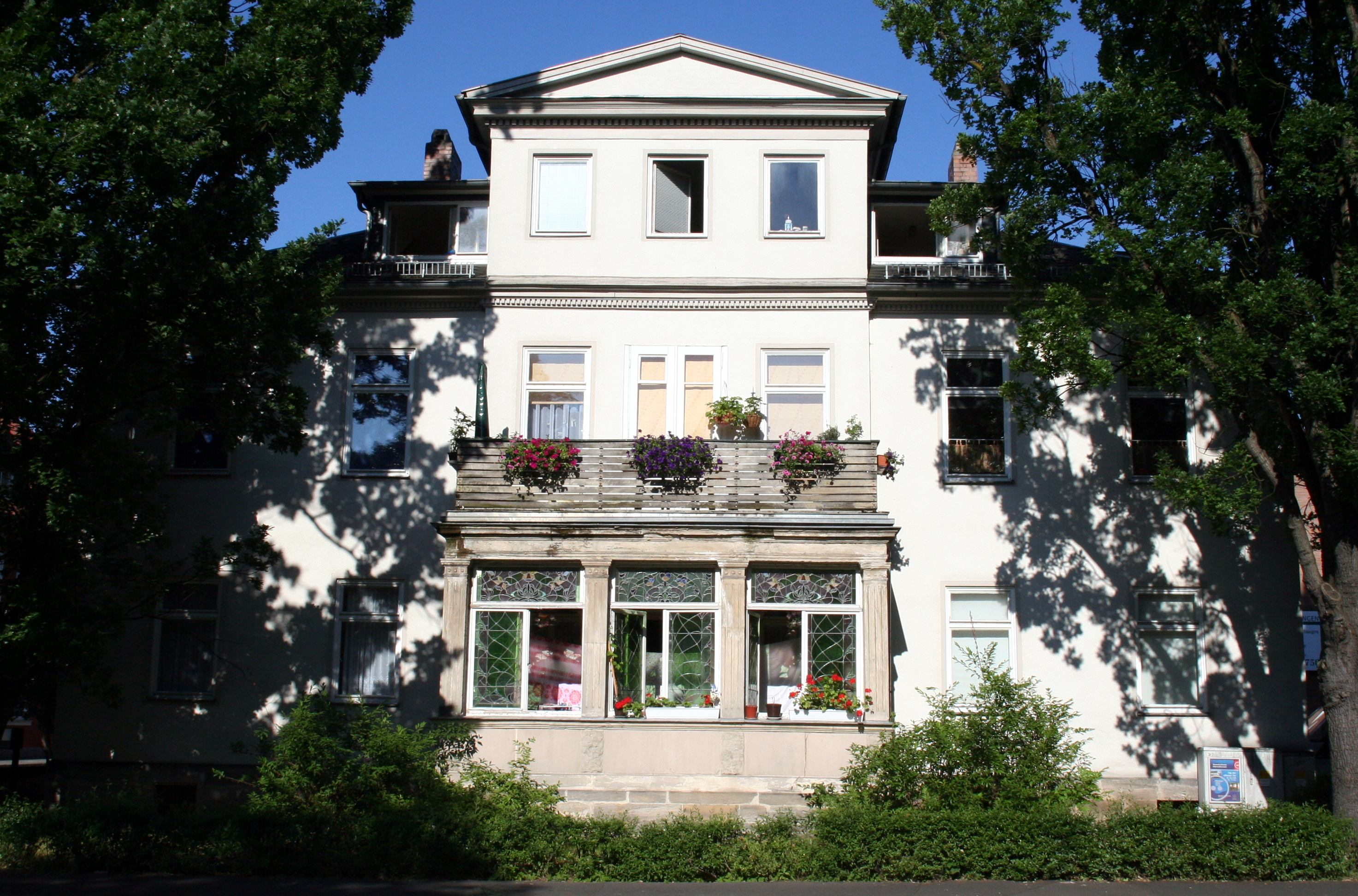
Ketschendorfer Straße 2 in Coburg (2008)

Die Villa Victoria steht in der Ketschendorfer Straße 2 in der oberfränkischen Stadt Coburg. Es ist ein Biedermeierhaus, das 1835 errichtet wurde und als Baudenkmal in der Bayerischen Denkmalliste eingetragen ist.

## Geschichte
Der Anfang der vom Ketschentor nach dem südlich gelegenen Ketschendorf führenden Straße wurde zwischen 1827 und 1840 bebaut. Im Jahr 1835 ließ sich ein Legationsrat das freistehende zweigeschossige Gebäude an der Ecke Ketschendorfer Straße/Casimirstraße errichten. Ende des 19. Jahrhunderts wurde für einen Dachausbau das ursprüngliche flache Walmdach erhöht und dabei der Risalit um ein Zwerchhaus mit Dreiecksgiebel erweitert. Zusätzlich wurde ein Wintergarten mit Farbverglasung zur Straßenseite ergänzt.
Abraham Friedmann, jüdischer Kommissionsrat und Generaldirektor des Coburger Fleischwarenunternehmens Großmann, erwarb 1919 für sich und seine Familie das Anwesen. Er ließ auf der Straßenseite einen eingeschossigen Vorbau mit dreiteiliger Altane und zwei Schleppgauben sowie auf der Rückseite einen Dacherker und zwei Schleppgauben einbauen. Es wurden außerdem 1918 ein Keller neben dem Haus angelegt und 1919 erfolgte die Unterkellerung des Wohnhauses.
Friedmann wurde schon in den frühen 1920er Jahren Zielscheibe von Verleumdungen sowie tätlichen Angriffen der Coburger NSDAP unter der Führung von Franz Schwede. Am 25. März 1933 wurde Friedmann fristlos entlassen und sein Aktienvermögen gesperrt. Ohne Einkünfte konnte er die Zinsen für die Hypothek auf sein Haus nicht mehr bezahlen. Im Frühjahr 1935 beantragte die Dresdner Bank die Zwangsversteigerung und der Coburger Unternehmer Max Brose ersteigerte zusammen mit seinem Geschäftspartner Ernst Jühling das Anwesen. Das Gebäude wurde in der Folge für Werkswohnungen genutzt. Ein Rückerstattungsverfahren, das die Töchter von Friedmann, der 1935 in Paris starb, beantragt hatten, wurde 1953 mit einem Vergleich beendet. 1956 verkaufte das Unternehmen Brose das Anwesen.
1963 erfolgte eine Fassadensanierung, 1996/97 eine Fassaden- und Dachsanierung. Das knapp drei Jahre leer stehende Haus wurde Ende 2012 von der Familie Sommer erworben. Im Jahr 2013/2014 veranlassten die Eigentümer eine Gebäudesanierung und den Umbau zum Hotel „Villa Victoria“ mit acht Doppelzimmern und zwei Suiten. Dabei wurden unter anderem das Profilgesims zwischen Erd- und Obergeschoss und das schmiedeeiserne Geländer auf dem Vorbau wiederhergestellt. Der Dreiecksgiebel über dem Zwerchhaus wurde durch eine Balustrade ersetzt.
Mit Urkunde und Medaille wurde im Jahr 2015 die vorbildliche Sanierung des historischen Gebäudes durch die Stadt Coburg prämiert. 2017 erhielten die Eigentümer die Denkmalschutzmedaille des Freistaates Bayern für die vorbildliche Renovierung des Baudenkmals.

## Architektur
Das im Ensemble von drei weiteren Biedermeierhäusern stehende Gebäude wirkt in der Straßenseite durch seine Blockhaftigkeit fast klassizistisch. Die Fassade hat sieben Fensterachsen und wird durch einen dreiachsigen Risalit sowie einen erdgeschossigen, von Pilastern unterteilten Vorbau mit Altane aufgelockert. Ein Zahnschnitt umzieht die Dachtraufe.
Das Treppenhaus mit seiner Vertäfelung, die Treppengeländer und -pfosten, einige Wohnungstüren mit Oberlichtern und Gangfenster mit Altverglasung als historische Details sind erhalten. Außerdem sind Stuckdecken und historische Parkettböden vorhanden.